# Ralf Goldkind
Ralf Goldkind (* 13. August 1963 in Hamburg; eigentlich Ralf Droge) ist ein deutscher Musikproduzent, Musiker und Tonkünstler.

## Leben
Goldkinds Eltern betrieben in Hamburg einen Jazzclub, in dem er bereits im Alter von vier Jahren Klavier spielte. Anfang der 1980er Jahre spielte er bei Flucht nach vorn. 1989 stieg Goldkind bei Hugo Race & The True Spirit ein. Der Multiinstrumentalist arbeitete unter anderem mit Crime & the City Solution, Kiev Stingl und Slime.
1993 gründete Ralf Goldkind zusammen mit Luci van Org die Band Lucilectric, mit der er 1994 den Hit Mädchen landete, der Platz 2 der deutschen Singlecharts erreichte. Neben Lucilectric produzierte Ralf Goldkind unter anderem für Künstler wie Nina Hagen („FreuD Euch“ mit kompositorischer Zusammenarbeit mit Dee Dee Ramone).
1999 spielte er das Keyboard beim Hit MfG – Mit freundlichen Grüßen der Fantastischen Vier und arbeitete danach weiter mit der Band und bei deren Soloprojekten zusammen (4.99, Viel, Fornika, Für dich immer noch Fanta Sie, Record) / Produktion zusammen mit And.Ypsilon von Thomas D.s Hit  Liebesbrief bzw. für deren Label Four Music die Sängerin Trost deren Album Trust Me (2006). Unter dem Namen Adam-Eve produzierte er das Lied „Mr. Chang“ von Cobra Killer. Zudem produzierte er das zweite Soloalbum von Sebastian Krumbiegel „Geradeaus Abgebogen“ (2004).
Im September 2012 erschien das unter seinem Namen veröffentlichte Album „Allein im Ring“ beim Musiklabel MOM sonic. Auf dem Stück „Niemals Wiedersehen“ des Albums ist Marian Gold von Alphaville als Background-Sänger involviert.
2018 war er bei Mona Murs Album „Delinquent“ bei der Produktion und Kompositionen beteiligt. 2020 veröffentlichte er die Single „Abstand Halten“ zur COVID-19-Pandemie. Danach war er 2022 wieder bei Mona Murs Folgealbum „Snake Island“ für Produktion und Kompositionen verantwortlich.